# Akxak
Akxak va ser una antiga ciutat estat de Mesopotàmia de la qual es tenen les primeres notícies segures cap al 2600 aC però existia de molt abans. De vegades s'ha identificat amb la grega Opus (babiloni Upi) però la situació exacta es desconeix. Generalment se la situa al punt on els rius Tigris i Eufrates estan més propers cosa que potser confirma el fet que apareix a les primeres tauletes de Kix. Els arqueòlegs moderns la situaven al lloc de Tel Umar però aquesta ciutat ha resultat ser Selèucia (i possiblement Upi/Opis) segons ha demostrat l'excavació de LeRoy Waterman de la American Schools of Oriental Research. Michael C. Astour la situa al Tigris, als suburbis al sud de Bagdad

## Història
Apareix per primera vegada en registres del 2500 aC. En el text sumeri el Somni de Dumuzid, referit a Dumuzid rei d'Uruk. Es deia que el rei va ser enderrocat de la seva opulència per una torba famolenca composta per homes de les principals ciutats de Sumer, incloent Akxak. La llista reial sumèria esmenta sis reis d'Akxak que van governar Sumer, dels que dona el temps de regnat, però no poden ser datats individualment:
- Unzi d'Akxak: 30 anys
- Undalulu d'Akxak: 6 anys
- Urur d'Akxak: 6 anys
- Puzur-Nirah d'Akxak: 20 anys
- Ixu-Il d'Akxak: 24 anys
- Xu-Sin d'Akxak: 7 anys

Segon diu la Llista "llavors Akxak va ser derrotada i la reialesa va passar a Kix".
Cap a l'any 2460 aC va estar en guerra contra Lagaix. El rei Eannatum I de Lagaix reclama en una inscripció que va derrotar el seu rei Zuzu. En-Xakanxa-Ana d'Uruk la va saquejar cap al segle xxiv aC. Cap al 2350 aC va caure en mans de Lugal-Zage-Si d'Umma però es creu que aquest rei la va abandonar. Després estigué en mans de Sargon I, que diu haver derrotat els elamites en una batalla a Akxak, i la van posseir els seus successor successors fins almenys el 2220 aC. Després hauria estat dominada per la Tercera dinastia d'Ur però les notícies desapareixen.